# خانه سعادت بخش
خانه سعادت بخش مربوط به دوره قاجار است و در شهرستان دزفول، محله لوریان واقع شده و این اثر در تاریخ ۱۷ اسفند ۱۳۸۱ با شمارهٔ ثبت ۷۹۱۰ به‌عنوان یکی از آثار ملی ایران به ثبت رسیده است.